# 1996年夏季奥林匹克运动会老挝代表团
1996年夏季奥林匹克运动会老挝代表团是老挝派出的1996年夏季奥林匹克运动会代表团。